# 踏板舞
參數所指定的目標頁面不存在，建議更正成存在頁面或直接建立下列一個頁面（建立前請先搜尋是否有合適的存在頁面可以取代）：
- 板舞戲

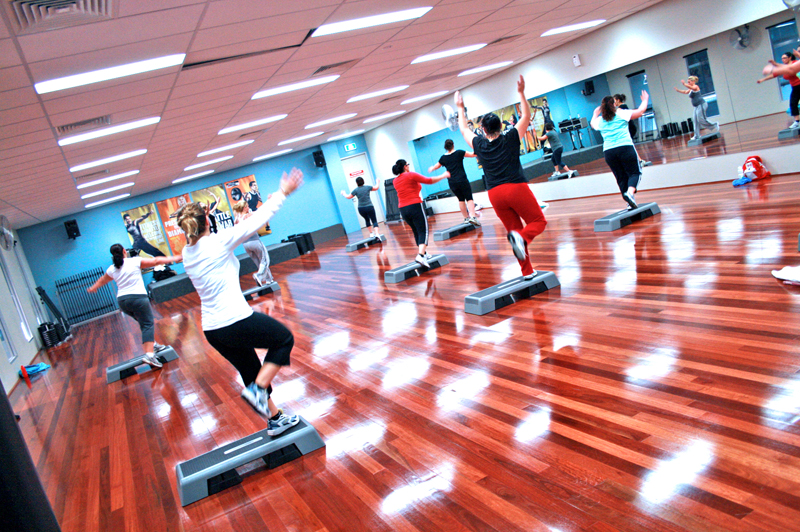
踏板舞課堂

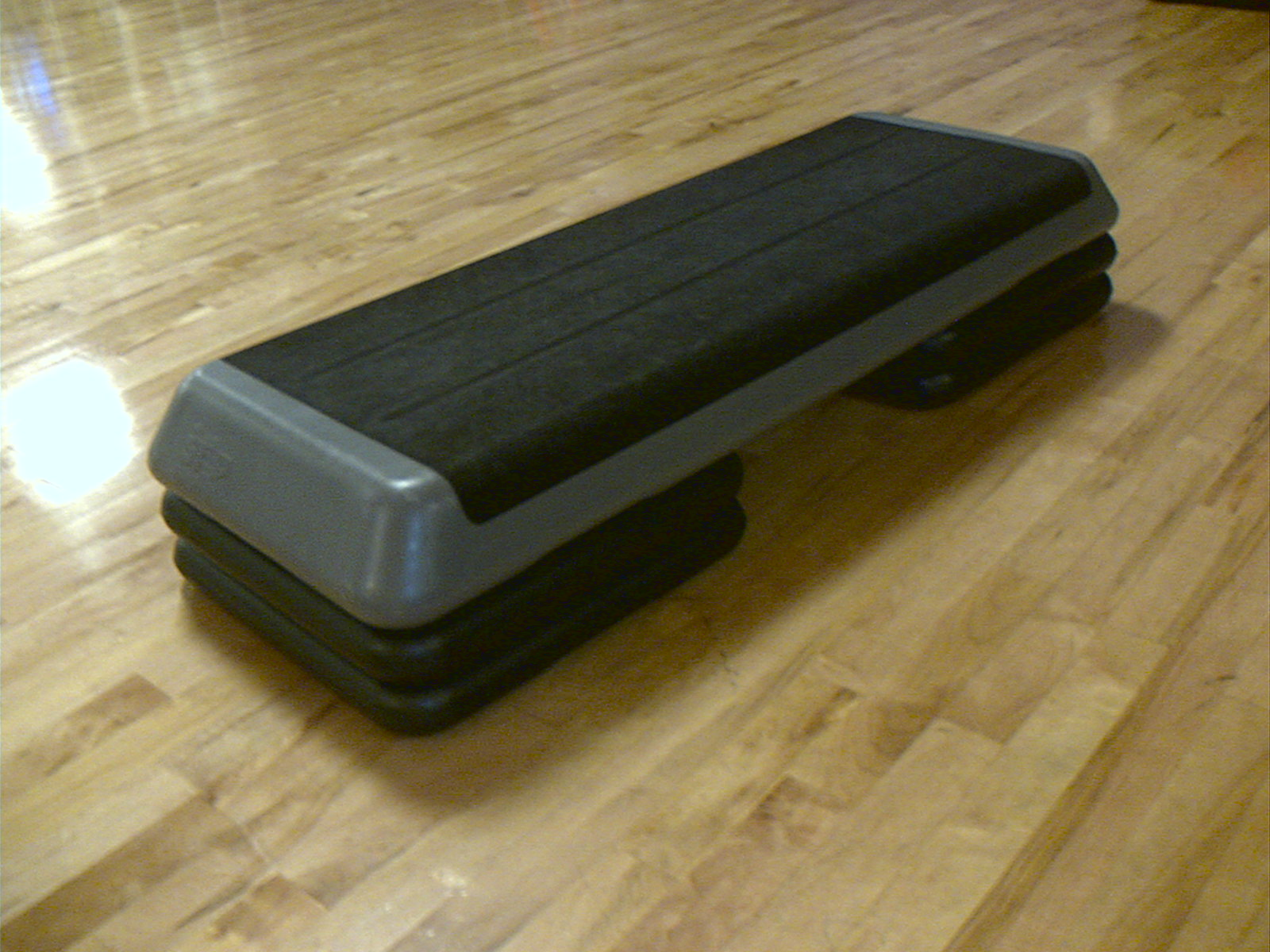
踏板

踏板舞為糅合舞蹈動作的帶氧運動一種。運動者使用一塊約3呎闊，1呎長的踏板，配合節奏感重的音樂，在踏板上及其周圍的空間作出踏步、旋轉等組合動作。比起一般的帶氧運動如跑步，踏板舞的娛樂性較高，故在北美地區甚為流行。
踏板舞的動作組合通常以音樂的32拍 (4 x 8拍)為一組動作，每節課堂導師會教授3-4組動作，反覆循環練習。由於停下來休息的時間少，對消減脂肪有顯著的作用。唯踏板舞的動作會對膝關節做成負擔及損耗，對嚴重超重人士並不適宜。